# Bernhard Janeczek
Bernhard Janeczek (Bécs, 1992. március 10. –) osztrák labdarúgó, a Blau-Weiß Linz hátvédje.